# Martin Amis

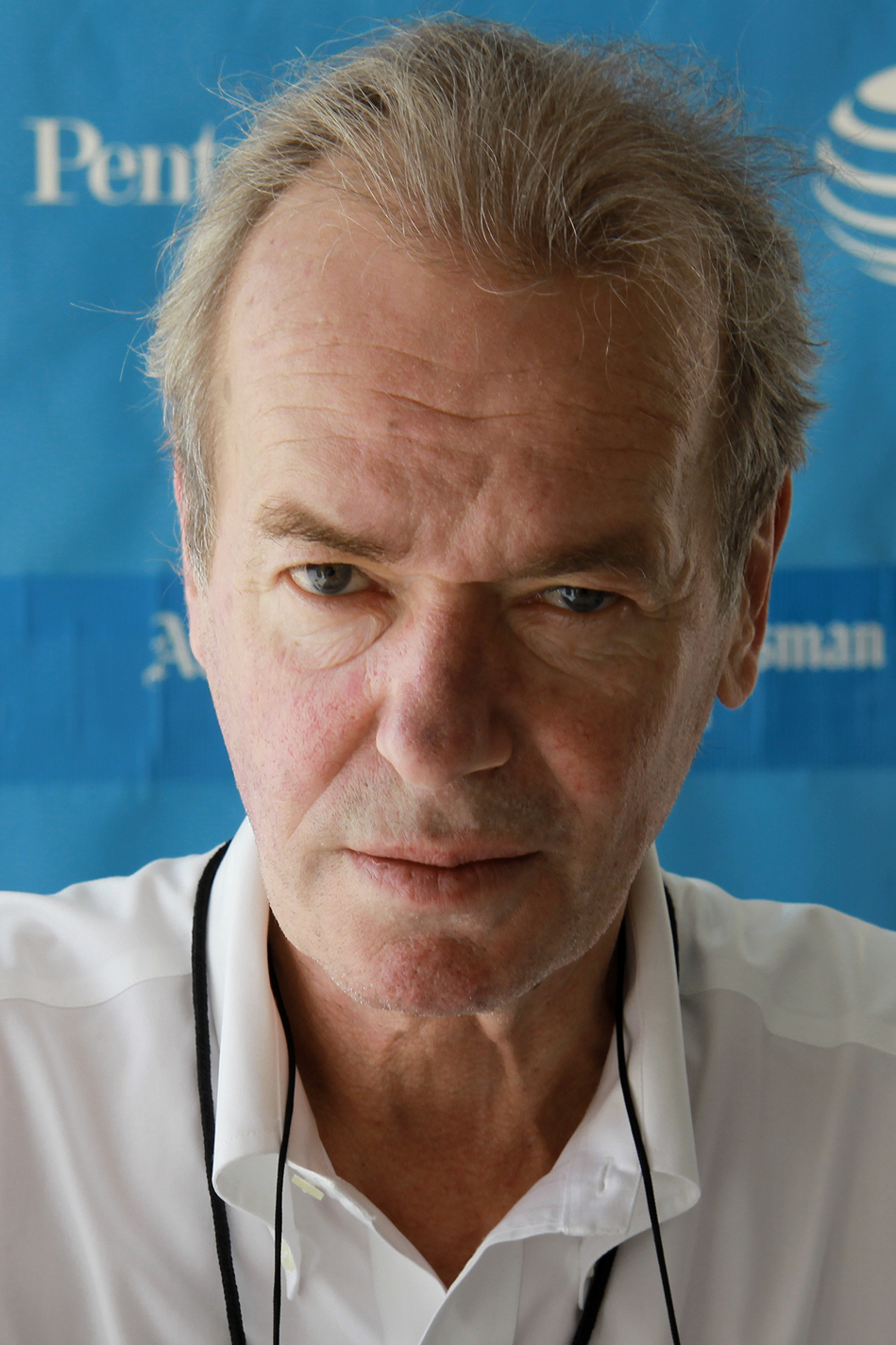
Martin Amis (2014)

Martin Louis Amis (* 25. August 1949 in Oxford, England; † 19. Mai 2023 in Lake Worth Beach, Florida, Vereinigte Staaten) war ein britischer Schriftsteller. Amis’ Werke setzen sich mit den Exzessen der spätkapitalistischen westlichen Gesellschaften auseinander. Die von ihm erlebte Absurdität überspitzte er häufig in grotesker Karikatur. Die New York Times hat Amis als einen Meister der Neuen Widerwärtigkeit bezeichnet. Zu den Autoren, die Amis beeinflussten, zählen Saul Bellow, Vladimir Nabokov und James Joyce. Amis selbst beeinflusste eine Reihe erfolgreicher britischer Autoren, darunter Will Self und Zadie Smith.
Zu seinen bekanntesten Werken gehören die Romane Interessengebiet (Originaltitel: The Zone of Interest, 2014, verfilmt von Jonathan Glazer), Gierig (Originaltitel: Money – A Suicide Note, 1984) und London Fields (1989). Für seinen ersten Roman The Rachel Papers (1974) erhielt er den Somerset Maugham Award. Der Roman wurde unter dem Titel Er? Will! Sie Nicht? (1989) von Regisseur Damian Harris mit Dexter Fletcher in der Hauptrolle verfilmt. Für seine Erinnerungen Die Hauptsachen (2000), in denen er sich unter anderem mit der Beziehung zu seinem berühmten Vater, dem Romancier Kingsley Amis auseinandersetzt, wurde er mit dem James Tait Black Memorial Prize ausgezeichnet. Zwei seiner Werke waren für den Booker Prize nominiert – 1991 der Roman Pfeil der Zeit (Originaltitel Time’s Arrow) und 2003 der Roman Yellow Dog. 2013 wurde Amis zum Mitglied der American Academy of Arts and Sciences gewählt. Von 2007 bis 2011 hatte er eine Professur für Kreatives Schreiben an der University of Manchester inne. Das US-amerikanische Magazine Time wählte 2005 seinen Roman Gierig zu den besten englischsprachigen Romanen, die zwischen 1923 und 2005 erschienen sind und die britische Zeitung The Times zählte ihn 2008 zu den 50 herausragendsten britischen Schriftstellern seit 1945.
In Großbritannien ist Martin Amis auch einem nicht an Literatur interessierten Publikum bekannt: Klatschspalten der britischen Presse beschäftigten sich unter anderem mit dem schwierigen Verhältnis zu seinem Vater Kingsley Amis, der sich nach einer von Martin Amis selbst verbreiteten Anekdote weigerte, den Roman Gierig – immerhin eines seiner erfolgreichsten Werke – zu Ende zu lesen. Die kontroverse Streichung von London Fields von der Liste der Finalisten für den Booker Prize war nach Aussagen von Komitee-Mitglieds David Lodge darauf zurückzuführen, dass zwei Mitglieder des Auswahlkomitees die Darstellung der weiblichen Figuren dieses Romanes entschieden ablehnten. 2008 wurde bekannt, dass Amis für seine Lehrtätigkeit an der University of Manchester ein Jahresgehalt von 80.000 Britischen Pfund bezog – wie von mehreren Zeitungen kommentiert wurde, entsprach dies angesichts der Verpflichtung, 28 Stunden pro Jahr zu unterrichten, einem Stundenlohn von 3000 Britischen Pfund, eine Tatsache, die in einer Reihe von britischen Zeitungen aufgegriffen wurde. Die University of Manchester wehrte sich gegen die Vorwürfe mit dem Hinweis, dass Amis wie jedes andere Mitglied des Lehrkörpers der Universität weitaus mehr Verpflichtungen als reine Lehrtätigkeit hätte.

## Leben
Martin Amis wurde am 25. August 1949 geboren, fünf Jahre bevor der Roman Glück für Jim seinem Vater literarischen Ruhm in Nordamerika und Europa einbrachte, was dazu führte, dass sich die Familie regelmäßig in Nordamerika aufhielt. 1960 verbrachte Martin Amis ein prägendes Jahr in den Vereinigten Staaten, wo sein Vater Kreatives Schreiben an der Princeton University unterrichtete. Zwei Jahre später verließ Kingsley Amis, der bereits vorher zahlreiche außereheliche Beziehungen hatte, seine Ehefrau Hilly und seine Kinder, um mit der Schriftstellerin Jane Howard zu leben.
Seine Stiefmutter Jane Howard ist dafür verantwortlich, dass der Teenager Martin Amis anfing sich statt mit Comics mit Literatur zu beschäftigen. Sie machte ihn mit den Romanen von Jane Austen bekannt und war auch die treibende Kraft, dass er sich auf die Aufnahmeprüfungen für eine der renommierten britischen Universitäten vorbereitete. Von 1968 bis 1971 studierte Amis am Exeter College der Oxford University. Zu seinen Tutoren gehörten Jonathan Wordsworth und der Lyriker Craig Raine. Wie sein Vater zuvor schloss Martin Amis sein Studium mit Auszeichnung ab. Nur drei Monate später wurde er von der britischen Zeitung The Observer als Literaturkritiker eingestellt. Der verantwortliche Redakteur, Terence Kilmartin, betonte ausdrücklich, dass Martin Amis diese Stelle nicht seinem Vater verdanke. Er habe als Probearbeit eine Buchbesprechung verfassen müssen, die von mehreren Personen als herausragend und reif beurteilt wurde.
1973 wurde er von der britischen Zeitung The Times eingestellt, wo er ab 1974 als verantwortlicher Redakteur für Belletristik und Lyrik arbeitete. Gleichzeitig schrieb er Buchbesprechungen für The New Statesman, wo Claire Tomalin seine Vorgesetzte war, und für das nur kurzzeitig bestehende Kulturmagazin New Review. 1979 gab Amis seine Anstellung als Journalist auf und begann sich völlig auf seine Tätigkeit als Schriftsteller zu konzentrieren. Eng verbunden blieb er jedoch mit zwei Kollegen aus seiner Zeit beim New Statesman: James Fenton und Christopher Hitchens.
Sein Tutor in Oxford, Jonathan Wordsworth, hatte ihm nach Abschluss seines Studiums aufgefordert, entweder binnen eines Jahres einen Roman zu publizieren oder an die Universität zurückzukehren und eine akademische Karriere einzuschlagen. Amis’ erster Roman Das Rachel-Tagebuch erschien 1973 und gewann den „Somerset Maugham Prize“ für das beste Erstlingswerk – sein Vater hatte dieselbe Auszeichnung für Glück für Jim erhalten. Amis selber hat später betont, dass sein Name ihm nahezu garantiert habe, dass er einen Verlag für seinen ersten Roman finden werde.
1984 heiratete Amis die US-amerikanische Philosophie-Professorin Antonia Phillips. Ihrer beider Söhne kamen 1984 beziehungsweise 1986 zur Welt. James Diedrick vertritt die Ansicht, dass Amis in der Mitte der 1980er Jahre bereits einen Kultstatus erreicht hatte, und vergleicht ihn darin mit Graham Greene, John Updike, Saul Bellow, Kurt Vonnegut und Gore Vidal. Briefe von Kingsley Amis aus diesen Jahren belegen, dass dieser den Erfolg seines Sohnes zunehmend distanziert, aber auch neidisch sah. An Philip Larkin schrieb Kingsley 1984, als Gierig erschien, dass sein Sohn berühmter sei. Das änderte auch nichts daran, dass Kingsley Amis für The Old Devils mit dem Booker Prize ausgezeichnet wurde.
Der andauernde literarische Erfolg und seine Omnipräsenz als öffentliche Figur sorgten Mitte der 1990er Jahre dafür, dass Martin Amis in der Presse zunehmend kritischer gesehen wurde und dabei Kritikpunkte aufgegriffen wurden, die sein Vater schon ein Jahrzehnt zuvor in seinen privaten Briefen geäußert hatte. Gier, Geiz, Treulosigkeit und Eitelkeit waren die am meisten geäußerten Vorwürfe. Kommentiert wurden seine Arroganz, sein Versuch, für seinen Roman Information einen Vorschuss von 800.000 USD zu erhalten, der Bruch mit seiner langjährigen Literaturagentin, die ihn die Freundschaft mit Julian Barnes kostete, und die Trennung von seiner Ehefrau. Die britische Schriftstellerin A. S. Byatt bezeichnete sein Verhalten öffentlich als „male turkey-cocking“. In einem für den Stil der Zeitung uncharakteristischen Ton kommentierte The Times die zweite Eheschließung mit dem Kommentar, dass Amis Millionär sei, eine Millionenerbin heirate, 20.000 Britische Pfund für die Herrichtung seiner Zähne ausgegeben habe, aber zu seiner zweiten Trauung kaum ein Freund eingeladen gewesen sei und ihn die ganze Zeremonie ganze 106 Britische Pfund gekostet habe. Salman Rushdie, ein langjähriger Freund von Martin Amis, kommentierte dies 1995 mit folgenden Worten:

„Martin ist etwas passiert, was in England regelmäßig passiert, wenn die Presse eine öffentliche Persönlichkeit plötzlich umzingelt und vor sich herzutreiben und auseinanderzureißen beginnt. Es hat nichts mit dem Geld zu tun. Es ist nur ein ‚Der Kerl hatte es zu gut für eine zu lange Zeit – lasst uns ihn jetzt umbringen‘.“

Martin Amis starb im Mai 2023 im Alter von 73 Jahren in seinem Zuhause in Florida an den Folgen einer Erkrankung an Speiseröhrenkrebs.

## Kingsley und Martin Amis
Sowohl Kingsley als auch Martin Amis zählen zu den bedeutenden britischen Schriftstellern. Es wird Martin unterstellt, dass sowohl seine kantige Persönlichkeit, seine stilistische Virtuosität, seine patriarchalischen Ansichten und seine regelmäßig betonte Verehrung für das Schaffen von Vladimir Nabokov und Saul Bellow seinen Ursprung in der ungewöhnlich schwierigen Beziehung zu seinem Vater habe. Kingsley Amis selber berichtete, dass sein Sohn in der Zeit, in der er noch zu Hause lebte, jeglichen literarischen Versuch vor ihm zu verbergen suchte. Umgekehrt warf Martin Amis seinem Vater vor:

„Mein Vater, nicht zuletzt – wie ich denke – auch wegen einer gewissen Trägheit, nahm von meinen frühen Schreibversuchen keine Notiz, bis ich ihm endlich die Korrekturfahne meines ersten Romans auf den Schreibtisch warf.“

Nach dem Tod des Vaters im Oktober 1995 beschrieb Martin Amis das Verhältnis zunehmend positiv. Im Nachwort zu seinem Sachbuch Koba der Schreckliche – die zwanzig Millionen und das Gelächter mit dem Titel Brief an den Geist meines Vaters verwies Amis sogar darauf, dass – wäre ihr Geburtsjahr vertauscht – jeder von ihnen im Stil des anderen geschrieben hätte. 1997 gab Amis allerdings zu, dass es ihn gekränkt habe, dass sein Vater so unwillig war, seine Romane zu lesen:

„Wie konnte er nur so wenig neugierig auf mich sein?“

## Rezeption einzelner Werke
In seiner Autobiographie Die Hauptsachen verzichtet Amis auf die Satire, die sein Werk normalerweise kennzeichnet. Er setzt sich darin vor allem mit den Verlusten und extremen Erfahrungen auseinander, denen er in den 1990er Jahren ausgesetzt war: Der Tod seines Vaters 1995, das Ende seiner 10-jährigen Ehe mit Antonia Phillips, die Entdeckung, dass seine geschätzte Cousine Lucy Partington, die seit Weihnachten 1973 vermisst wurde, ein Opfer des Serienmörders Frederick West war, seine erste Begegnung mit seiner unehelichen Tochter Delilah, die 1976 geboren wurde, die er aber erst als 19-Jährige kennenlernte und der Bruch mit seiner langjährigen Literaturagentin Pat Kavanagh, die zu dem Bruch mit Kavanaghs Ehemann, seinem langjährigen Freund Julian Barnes führte. Er geht in der Biographie aber auch auf seine Beziehung zu der wohlhabenden Isabel Fonseca, die er 1998 heiratete, ein. Die Autobiografie bekam einige der besten Besprechungen, die Amis für sein bis dato publiziertes Werk erhielt. Nach Ansicht von James Diedrick verdient dieses Werk es, zu einem Klassiker literarischer Autobiografie zu werden.
Der Roman Die schwangere Witwe (2012) hat seinen Schauplatz in einem Schloss in der italienischen Campania im Jahr 1970. Im Milieu der Jeunesse dorée kommt es im Zuge der sexuellen Revolution zu einem Spiel der Versuchung, des Zögerns, der Attraktion und der Zurückweisungen. Stilistisch furios jongliert der Autor dabei mit Perspektiven und Zeitebenen.
Amis befasste sich seit seiner Jugend mit dem Holocaust und schrieb in Time’s Arrow einen Roman über einen KZ-Arzt. 2014 griff er das Thema in The Zone of Interest, das als Liebesgeschichte unter SS-Leuten im IG-Farben Buna-Werk Auschwitz handelt, erneut literarisch auf. The Zone of Interest wurde im Jahr 2023 vom Regisseur Jonathan Glazer in einer sehr freien Adaption unter demselben Titel verfilmt.

## Werke

### Romane
- 1973 The Rachel Papers
  - Das Rachel-Tagebuch. Übers. Joachim Kalka. Fischer, Frankfurt 2002, ISBN 3-596-15504-5. Neuauflage (mit überarb. Übers.) Kein & Aber, Zürich 2015, ISBN 978-3-0369-5931-3
- 1975 Dead Babies
- 1978 Success
- 1981 Other People
  - Die Anderen – eine mysteriöse Geschichte, Übers. Jürgen Bauer[22], Edith Nerke[23]. Fischer, Frankfurt 1997, ISBN 3-10-000821-9
- 1984 Money: A Suicide Note
  - Gierig. Übers. Eike Schönfeld. Zsolnay, Wien 1991, ISBN 3-552-04327-6. Neuaufl. (mit überarb. Übers.) Kein & Aber, Zürich 2015, ISBN 978-3-0369-5930-6
- 1989 London Fields
  - 1999. Übers. Eike Schönfeld; Rowohlt, Reinbek 1999, ISBN 3-498-00045-4
- 1991 Time’s Arrow: Or the Nature of the Offense
  - Pfeil der Zeit. Übers. Alfons Winkelmann. Zsolnay, Wien 1993, ISBN 3-552-04502-3
- 1995 The Information
  - Information, Übers. Joachim Kalka. Fischer, Frankfurt 1996, ISBN 3-10-000819-7
- 1997 Night Train
  - Night Train, Übers. Joachim Kalka. Fischer, Frankfurt 1998, ISBN 3-10-000823-5
- Experience. Hyperion, NY 2000
  - Die Hauptsachen. Übers. Werner Schmitz. Hanser, München 2005[24]
- 2003 Yellow Dog.
  - Yellow Dog, Übers. Werner Schmitz. Hanser, München 2004, ISBN 3-446-20524-1
- 2006 House of Meetings.
  - Haus der Begegnungen, Übers. Werner Schmitz. Hanser, München 2008, ISBN 3-446-23052-1
- 2010 The Pregnant Widow.
  - Die schwangere Witwe. Übers. Werner Schmitz. Hanser, München 2012, ISBN 978-3-446-23848-0
- 2011 The State of England: Lionel Asbo, Lotto Lout.
- 2014 The Zone of Interest. Jonathan Cape
  - Interessengebiet. Übers. Werner Schmitz. Kein & Aber, Zürich 2015, ISBN 978-3-0369-5724-1[A 1]
- 2020 Inside Story. 523 S. Alfred A. Knopf
  - Inside Story. Übersetzung Eike Schönfeld. Kein & Aber, Zürich 2022

### Erzählungen und Sammelbände
- 1987 Einstein’s Monsters
  - Einsteins Ungeheuer – Träume im Schatten der Bombe, übersetzt von Bernhard Robben; Reinbek bei Hamburg: Rowohlt 1988, ISBN 3-499-12403-3
- 1993 Visiting Mrs Nabokov: And Other Excursions
- 1994 Two Stories
- 1995 God’s Dice
- 1998 Heavy Water, and Other Stories
  - Schweres Wasser und andere Erzählungen, übersetzt von Joachim Kalka; Frankfurt am Main: Fischer 2000, ISBN 3-10-000824-3
- 1998 State of England: And Other Stories
- 1999 Ami’s Omnibus
- 2000 The Fiction of Martin Amis
- 2004 Vintage Amis
- Im Vulkan. Essays. Übersetzung Joachim Kalka. Herausgeber Daniel Kehlmann. Zürich : Kein & Aber, 2018

### Sachbücher
- 1982 Invasion of the Space Invaders
- 1986 The Moronic Inferno: And Other Visits to America
- 2000 Experience (Autobiographie)
  - Die Hauptsachen, übersetzt von Werner Schmitz; München, Wien: Hanser 2005, ISBN 3-446-20653-1
- 2001 The War Against Cliche: Essays and Reviews, 1971–2000
- 2002 Koba the Dread: Laughter and the Twenty Million (über Josef Stalin)
  - Koba der Schreckliche – die zwanzig Millionen und das Gelächter, übersetzt von Werner Schmitz; München: Hanser 2007, ISBN 3-446-20821-6
- 2008 The Second Plane (Essays und zwei Erzählungen)

### Essays
Martin Amis hat über eine Reihe von Schriftstellern Essays verfasst. Zu den von ihm so gewürdigten zählen J. G. Ballard, Saul Bellow, Norman Mailer, Vladimir Nabokov, V. S. Pritchett, Philip Roth, John Updike und Angus Wilson. James Diedrick verweist darauf, dass das umfangreiche Œuvre von Amis, das sich mit dem Werk anderer Schriftsteller befasst, dadurch gekennzeichnet ist, dass es sich fast ausschließlich mit männlichen Autoren auseinandersetzt. Die wenigen Schriftstellerinnen, die er kommentiert, begrenzen sich auf Jane Austen, Iris Murdoch, Fay Weldon und Joan Didion. Diedrick vertritt die Ansicht, dass dies ebenso ein Ausdruck des Vater/Sohn-Konfliktes sei, der Martin Amis so nachhaltig geprägt habe. Die von ihm rezensierten Schriftsteller repräsentierten letztlich Vaterfiguren, deren Einfluss er würdigen konnte, ohne dass er den Konflikt erwähnen musste.